# شهر اکاساچی
شهر اکاساچی (به اسپانیایی: Achacachi Municipality) یک سکونتگاه مسکونی در بولیوی است که در شهرستان لاپاز (بولیوی) واقع شده‌است.

## خصوصیات
شهر اکاساچی ۱٬۰۷۲ کیلومترمربع مساحت و ۷۰٬۵۰۳ نفر جمعیت دارد و ۳٬۸۲۳ متر بالاتر از سطح دریا واقع شده‌است.